# Forsthaus Waldeck
Das Forsthaus Waldeck ist ein Wohnplatz der Stadt Mittenwalde im Landkreis Dahme-Spreewald im Land Brandenburg.

## Geografische Lage
Der Wohnplatz liegt an der südöstlichen Grenze der Gemarkung von Mittenwalde und dort östlich der Töpchiner Seenn. Im Norden und Osten grenzt der Wohnplatz an die Mochheide der Gemeinde Groß Köris an. Südlich liegt Waldeck, ein Gemeindeteil des Mittenwalder Ortsteils Töpchin. Der Wohnplatz ist über die Straße Am Forsthaus erreichbar, die nach Norden eine Verbindung zum Mittenwalder Ortsteil Motzen und nach Süden eine Verbindung zu Waldeck herstellt.

## Geschichte
Die Geschichte des Wohnplatzes ist eng mit der Geschichte von Waldeck verbunden, das 1546 erstmals als Sputendorff erwähnt wurde.
Das Gut war zu dieser Zeit im Besitz der Herrschaft Teupitz; dort lebte im Jahr 1624 ein Hirte. Im Dreißigjährigen Krieg wurde das Gut vollständig verwüstet, wurde anschließend wiederaufgebaut. Im Jahr 1664 erschien erstmals ein Vorwerk mit Schäferei, dass die Schenken von Landsberg im genannten Jahr an die Erben derer von Stutterheim wiederverkaufsweise abgeben mussten. Fünfzehn Jahre später konnten sie das Vorwerk wieder in ihren Besitz bringen und ließen das Vorwerk im Jahr 1684 durch einen Meier verwalten. Im Jahr 1717 kam das Schenkenländchen und damit auch der Wohnplatz in den Besitz Friedrich I. und wurde fortan von der Herrschaft Königs Wusterhausens verwaltet. Das Vorwerk wurde 1812 vererbpachtet, kam aber im Jahr 1853 an die Königliche Hofkammer der Herrschaft Königs Wusterhausens zurück. Im Jahr 1860 bestand der Wohnplatz aus einem Wohn- und zwei Wirtschaftsgebäuden, in denen sechs Personen lebten (1858). Im Jahr 1932 bestand die Gemeinde Sputenberge mit den Wohnplätzen Bergwerk Sputendorf bei Töpchin und dem Forsthaus Sputendorf bei Töpchin, das 1941 nur noch als Forsthaus Sputenberg bezeichnet wurde. Nach der Umbenennung Sputendorfs in Waldeck im Jahr 1952 wurde der Wohnplatz ebenfalls als Forsthaus Waldeck bezeichnet (1957). Es war im Jahr 1973 Sitz der Revierförsterei Waldeck und ist im 21. Jahrhundert Sitz des Amtes für Forstwirtschaft Revierförsterei Waldeck.

## Kultur und Sehenswürdigkeiten
- Naturschutzgebiet Töpchiner Seen
- Naturdenkmal Blutigelluch nördlich des Wohnplatzes
- Der Fontaneweg F4 führt am Forsthaus entlang.